# Corchorus elachocarpus
Corchorus elachocarpus là một loài thực vật có hoa trong họ Cẩm quỳ. Loài này được F.Muell. mô tả khoa học đầu tiên năm 1872.